# Dol hareubang
Dol hareubangs (tol harubangs, hareubangs, harubangs), son una estatuas alargadas en forma de seta que se encuentra en la isla de Jeju, en el sur de Corea. Se les considera dioses que ofrecen protección y fertilidad, emplazándolos a las afueras de la entrada de los pueblos para proteger contra los demonios. 

## Descripción
Los dol hareubangs están esculpidos en basalto poroso (roca volcánica) y llegan hasta los 3 metros de altura. Las caras de las estatuas son muy expresivas, con ojos saltones sin pupilas, largas y anchas narices y una ligera sonrisa. Sus manos descansan sobre el estómago, una ligeramente por encima de la otra. Cuando se encuentran en parejas, uno de ellos dispondrá la mano izquierda más alto, mientras que la otra estatua tendrá la mano derecha. A su vez llevan un sombrero que asemeja una seta y al que normalmente se refieren por ser un símbolo fálico.

## Nombre
El nombre "dol hareubang" fue acuñado a mediado del siglo XX, deriva de la palabra coreana para piedra (dol 돌) junto con la palabra del dialecto de Jeju, hareubang (하르방) que significa "abuelo" (harabeoji [할아버지] en coreano estándar). Otros nombres utilizados anteriormente fueron beoksumeori, museongmok, useongmok. Beoksumeori, que significa cabeza de chamán, es utilizada en la zona de Jeongui Hyeon, museongmok se utiliza en Daejeong Hyeon y Jeongui Hyeon, mientras que useongmok solo se usa en Jeju Hyeon. Históricamente las crónicas de la era Tamna los llamaban ongjungseok (옹중석/翁仲石) no siendo utilizado actualmente.

## Historia

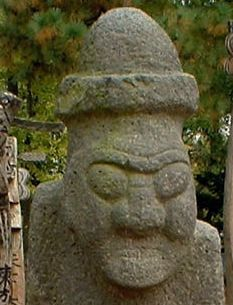
Un dol hareubang en el Museo Nacional de Corea.

Hay tres teorías sobre el origen de los dol hareubangs; una de ellas propone que fueron traídos por viajeros que llegaron por mar, otra que estarían relacionados con los jangseungs (tótems) de la Corea continental, y la última que fuero traídos por la cultura del chamanismo. 
Jangseungs son también conocidos en el sur de Corea por el nombre de beoksu, esta simulitud al nombre beoksumeori da más credibilidad a la segunda y tercera teorías. 
En Jeju, la montaña de Hallasan era considerada en la literatura coreana como una de las "Sam Shin San" (삼신산 / 三神山), Las Tres Montañas de los Espíritus, montañas consideradas como puertas de entrada al mundo de los espíritus. En las tres la seta Amanita Muscaria crece en abundancia, siendo un posible origen de la inspiración para la forma de las estatuas. 
Esta teoría supone que chamanes provenientes del norte establecieron un culto a la seta, situando las estatuas en forma de seta para evitar el paso de malos espíritus. 
Dol hareubangs producidos desde 1763-1765 permanecieron fuera de las puertas de las murallas este, oeste y sur de la ciudad de Jeju como deidades protectoras.

## Dolhareubangs en la actualidad

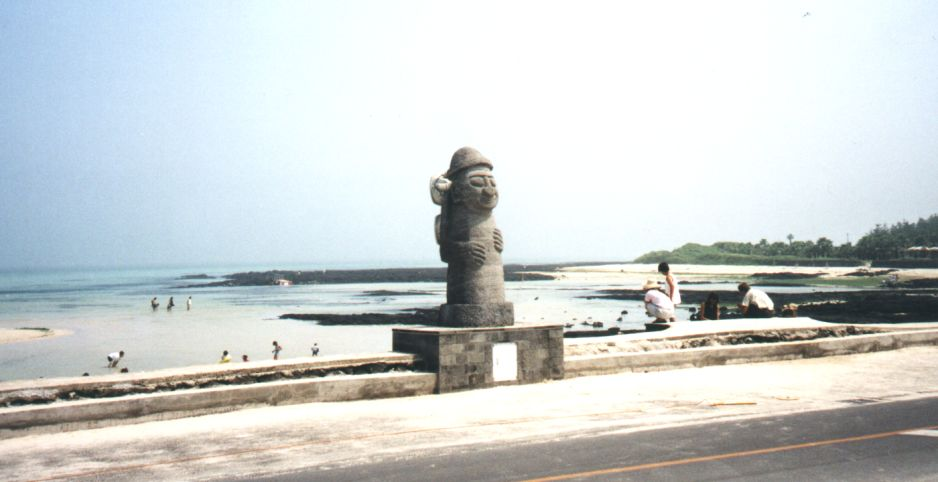
Un dol hareubang en Hyeopjae en la isla de Jeju.

Dolhareubangs se han convertido en el símbolo de la isla de Jeju, vendiéndose réplicas como souvernirs. Las estatuas se venden a veces como fuente de fertilidad, y se suelen regalar pequeñas réplicas a las mujeres con problemas de fertilidad. El origen de esto está más relaciona al estatus actual de Jeju como "isla para la luna de miel" que por tradición.